# 特別獎 (傳藝金曲獎)
傳藝金曲獎特別獎是由國立傳統藝術中心在臺灣舉辦的現行頒發獎項，金曲獎自第18屆（2007年）起分為「流行類」與「傳藝類」兩個類別進行頒發，為了能涵蓋更廣且不同的專業領域，「特別貢獻獎」也拆分為兩個類別頒發。

## 歷屆得獎名單

### 特別獎（第18屆～至今）
| 年度 （屆次）   | 得獎者                       | 獲獎身分                           |
| --------------- | ---------------------------- | ---------------------------------- |
| 2007 （第18屆） | 從缺                         | 從缺                               |
| 2008 （第19屆） | 朱丁順                       | 恆春民謠教學、演唱家               |
| 2009 （第20屆） | 吳兆南                       | 相聲演員                           |
| 2010 （第21屆） | 從缺                         | 從缺                               |
| 2011 （第22屆） | 蕭泰然                       | 鋼琴家、指揮家、作曲家             |
| 2012 （第23屆） | 史擷詠                       | 配樂家                             |
| 2013 （第24屆） | 從缺                         | 從缺                               |
| 2014 （第25屆） | 樊曼儂                       | 長笛演奏家、作曲家                 |
| 2014 （第25屆） | 劉文亮                       | 戲曲樂師、作曲家、樂器工藝家       |
| 2015 （第26屆） | 林敏三                       | 上揚唱片創辦人、董事長             |
| 2015 （第26屆） | 張碧                         | 上揚唱片創辦人、總經理             |
| 2015 （第26屆） | 呂福祿                       | 歌仔戲演員、歌仔戲導演             |
| 2016 （第27屆） | 呂錘寬                       | 音樂學者                           |
| 2016 （第27屆） | 辜懷群                       | 辜公亮文教基金會執⾏⻑             |
| 2017 （第28屆） | 邱火榮                       | 戲曲樂師                           |
| 2017 （第28屆） | 許王                         | 布袋戲操偶師                       |
| 2018 （第29屆） | 陳秋盛                       | 指揮家、小提琴演奏家、音樂教育家   |
| 2018 （第29屆） | 許秀年                       | 歌仔戲演員                         |
| 2019 （第30屆） | 葉垂青                       | 唱片刻板專家、錄音師               |
| 2019 （第30屆） | 王安祈                       | 劇作家、劇評家、戲曲研究學者、教授 |
| 2020 （第31屆） | 曾仲影                       | 作曲家                             |
| 2020 （第31屆） | 曾永義                       | 戲曲、民俗藝術學者                 |
| 2021 （第32屆） | 廖乾元                       | 四海唱片創辦人                     |
| 2021 （第32屆） | 廖瓊枝                       | 歌仔戲演員                         |
| 2022 （第33屆） | 財團法人台南市奇美文化基金會 | 藝文公益事業組織                   |
| 2022 （第33屆） | 楊麗花                       | 歌仔戲演員、製作人                 |
| 2023 （第34屆） | 查馬克·法拉屋樂              | 古謠傳唱隊指導老師                 |
| 2023 （第34屆） | 陳美雲                       | 歌仔戲演員、團長                   |
| 2024 （第35屆） | 駱維道                       | 音樂學家                           |
| 2024 （第35屆） | 邱坤良                       | 戲劇學者                           |
| 2025 （第36屆） | 陳茂萱                       | 作曲家、音樂教育家                 |
| 2025 （第36屆） | 林吳素霞                     | 南管藝家、教育家                   |

註：表示追頒

## 外部連結
- 國立傳統藝術中心 （页面存档备份，存于）
- 第35屆傳藝金曲獎 （页面存档备份，存于）
- 傳藝金曲獎的Facebook專頁